# Kanoya
Kanoya (鹿屋市, Kanoya-shi) est une ville du sud du Japon, faisant partie de la préfecture de Kagoshima dans l'île de Kyūshū.

## Géographie

### Situation

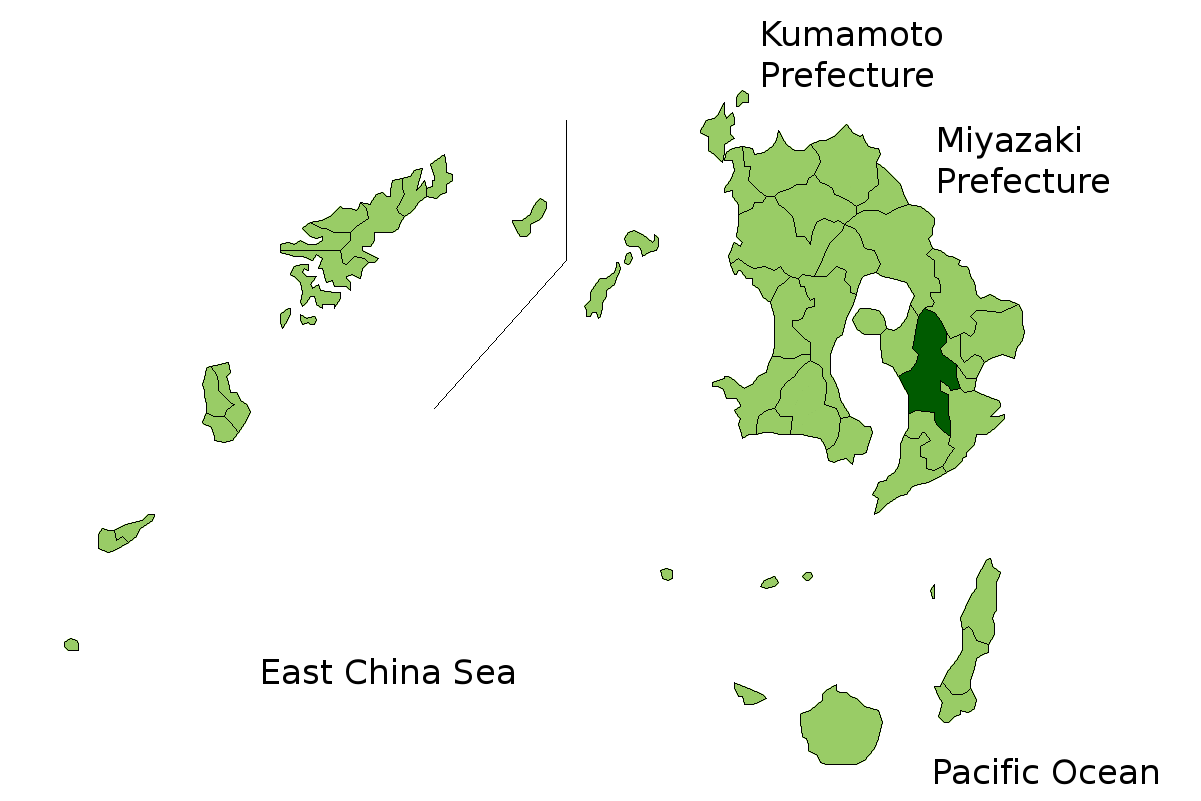
Localisation de Kanoya dans la préfecture de Kagoshima.

Kanoya est située dans le sud-est de la préfecture de Kagoshima, au bord de la baie de Kagoshima.

### Démographie
En août 2021, la population de la ville de Kanoya était de 100 523 habitants, répartis sur une superficie de 448,15 km2.

## Histoire
La ville de Kanoya a été créée le 27 mai 1941. 

## Éducation
La ville de Kanoya héberge une université nationale : l'université d'éducation physique de Kanoya.

## Personnalités liées à la municipalité
- Seiji Arikawa (1929-2016), homme politique
- Hiroshi Moriyama (né en 1961), homme politique
- Sayuri Kokushō (née en 1966), actrice